# Makszim Valerjevics Batirev
Makszim Valerjevics Batirev (oroszul: Максим Валерьевич Батырев, 1979. december 25-én született Balabanovo, Kalugai terület, RSFSR, Szovjetunió) orosz menedzser, üzletember és író.
Az „Év üzleti igazgatója” és „Az év menedzsere” díj nyertese.
A "Batyrev Consulting Group" alapítója. Ő a "45 tetoválás menedzsere", "45 tetoválást eladott", "45 tetoválást végző egy személyen" című bestsellerek szerzője, amelyek a legkelendőbb üzleti könyvek lettek Oroszországban.

## Életrajz

### korai évek
Makszim 1979. december 25-én született Balabanovóban, egy tanár és egy katona szülők családjában. Az iskola után Makszim belépett a Nemzetgazdasági és Közszolgálati Akadémia Üzleti és Üzleti Adminisztráció Intézetébe (IBDA) az Orosz Föderáció elnök ideje alatt.
2016-ban Alexander Churanov-val közösen úgy döntöttek, hogy megalapítják a "Combat Tours" LLC társaságot, azzal a céllal, hogy az üzletembereket új minőségi szintre emeljék az üzleti utazások (a szerzői utazások szakértőivel), valamint a más országok cégeivel, cégekkel való ismerkedés révén, valamint lélekben közel álló és hasonló helyzetben lévő emberek tapasztalataival.